# (5107) Laurenbacall
(5107) Laurenbacall ist ein Asteroid des äußeren Hauptgürtels, der am 24. Februar 1987 von dem belgischen Astronomen Henri Debehogne am La-Silla-Observatorium der Europäischen Südsternwarte in Chile (IAU-Code 809) entdeckt wurde. Sichtungen des Asteroiden hatte es vorher schon gegeben, zum Beispiel 1976 (unter der vorläufigen Bezeichnung 1976 GE1) und am 10. November 1985 (1985 VY2) am Krim-Observatorium in Nautschnyj.
Der italienische Astronom Vincenzo Zappalà definiert in einer Publikation von 1995 (et al.) eine Zugehörigkeit des Asteroiden zur Veritas-Familie, einer Gruppe von Asteroiden, die nach (490) Veritas benannt ist und vermutlich vor 8,3 (± 0,5) Millionen Jahren durch das Auseinanderbrechen eines 150 km durchmessenden Asteroiden entstanden ist.
Nach der SMASS-Klassifikation (Small Main-Belt Asteroid Spectroscopic Survey) wurde bei einer spektroskopischen Untersuchung von Gianluca Masi, Sergio Foglia und Richard P. Binzel bei (5107) Laurenbacall von einer dunklen Oberfläche ausgegangen, es könnte sich also, grob gesehen, um einen C-Asteroiden handeln.
Die Rotationsperiode von (5107) Laurenbacall wurde 2015 von Adam Waszczak, Chan-Kao Chang, Eran Ofek et al. untersucht. Die Lichtkurve reichte jedoch nicht zu einer Bestimmung aus.
(5107) Laurenbacall wurde am 8. Oktober 2014 nach der US-amerikanischen Schauspielerin Lauren Bacall (1924–2014; mit bürgerlichem Namen Betty Joan Perske) benannt. In der Widmung besonders hervorgehoben ist ihr Schauspiel im Film aus dem Jahre 1944 Haben und Nichthaben (To Have and Have Not) an der Seite ihres späteren Ehemannes Humphrey Bogart.